# Pouzols-Minervois
Pouzols-Minervois é uma comuna francesa na região administrativa de Occitânia, no departamento de Aude. Estende-se por uma área de 10,15 km². Em 2010 a comuna tinha 569 habitantes (densidade: 56,1 hab./km²).